# 村山內閣 (改組)
村山改組内閣（日语：／ Murayama Kaizō Naikaku */?）是日本眾議院議員、日本社會黨委員長村山富市就任第81任內閣總理大臣（首相）後，自1995年8月8日至1996年1月11日組成的內閣。

## 國務大臣
- 內閣總理大臣

村山富市（日本社會黨委員長）
1995年8月8日 - 1996年1月11日
- 法務大臣

田澤智治(自由民主黨·三塚派、參議院議員) 
1995年8月8日 - 同10月9日
宮澤弘(自由民主黨·宮澤派、參議院議員)
1995年10月9日 - 1996年1月11日
- 外務大臣（副總理·留任）

河野洋平(自由民主黨總裁→同·宮澤派)
1995年8月8日 - 1996年1月11日
河野卸任自由民主黨總裁，1995年10月2日也把副總理之職務禪讓給橋本通產相。
- 大藏大臣（留任）

武村正義（先驅新黨代表）
1995年8月8日 - 1996年1月11日
- 文部大臣

島村宜伸（自由民主黨·渡邊派）
1995年8月8日 - 1996年1月11日
- 厚生大臣

森井忠良（日本社會黨）
1995年8月8日 - 1996年1月11日
- 農林水產大臣

野呂田芳成（自由民主黨·小淵派）
1995年8月8日 - 1996年1月11日
- 通商產業大臣（副總理·留任）

橋本龍太郎（自由民主黨·小淵派→同總裁）
1995年8月8日 - 1996年1月11日
- 運輸大臣

平沼赳夫（自由民主黨·三塚派）
1995年8月8日 - 1996年1月11日
- 郵政大臣

井上一成（日本社會黨）
1995年8月8日 - 1996年1月11日
- 勞動大臣

青木薪次（日本社會黨、參議院議員）
1995年8月8日 - 1996年1月11日
- 建設大臣

森喜朗（自由民主黨·三塚派）
1995年8月8日 - 1996年1月11日
- 自治大臣

深谷隆司（自由民主黨·渡邊派）
1995年8月8日 - 1996年1月11日
- 內閣官房長官

野坂浩賢（日本社會黨）
1995年8月8日 - 1996年1月11日
- 國家公安委員會委員長

深谷隆司（自治相兼任）
1995年8月8日 - 1996年1月11日
- 總務廳長官

江藤隆美（自由民主黨·渡邊派）
1995年8月8日 - 同11月13日
村山富市（事務取扱）
1995年11月13日
中山正暉（自由民主黨·渡邊派）
1995年11月14日 - 1996年1月11日
- 北海道開發廳長官

高木正明（自由民主黨·小淵派、參議院議員）
1995年8月8日 - 1996年1月11日
- 防衛廳長官

衛藤征士郎（自由民主黨·宮澤派）
1995年8月8日 - 1996年1月11日
- 經濟企劃廳長官

宮崎勇（民間）
1995年8月8日 - 1996年1月11日
- 科學技術廳長官

浦野烋興（自由民主黨·宮澤派）
1995年8月8日 - 1996年1月11日
- 環境廳長官

大島理森（自由民主黨·河本派）
1995年8月8日 - 1996年1月11日
- 沖繩開發廳長官

高木正明（北海道開發廳長官兼任）
1995年8月8日 - 1996年1月11日
- 國土廳長官

池端清一（日本社會黨）
1995年8月8日 - 1996年1月11日
- 內閣法制局長官

大出峻郎
1995年8月8日 - 1996年1月11日
- 內閣官房副長官（政務）

園田博之（先驅新黨）
1995年8月8日 - 1996年1月11日
- 內閣官房副長官

古川貞二郎
1995年8月8日 - 1996年1月11日

## 外部連結
- 閣僚名單 （页面存档备份，存于）